# Grijsnekkaalkopkraai
De grijsnekkaalkopkraai (Picathartes oreas) is een soort uit de familie Picathartidae en het geslacht kaalkopkraaien. Het is een voor uitsterven kwetsbare soort uit Midden-Afrika. De vogel werd in 1899 door  Anton Reichenow beschreven.

## Kenmerken
De vogel is 33 tot 38 cm lang. Het is een betrekkelijk grote vogel die qua formaat en gedrag op een kraai lijkt, maar tot een andere clade behoort. De soort lijkt sterk op de witnekkaalkopkraai, alleen de kopkleur verschilt. Van degrijsnekkaalkopkraai is de kop van achter karmozijnrood, met meer zwart rond het oog en verder blauw tot paars (de witnekkaalkopkraai is daar geel en heeft minder zwart). Het lichaam heeft een blauwgrijze kleur en ook de nek en de bovenborst zijn grijs. De borst en buik zijn verder geel. De grijsnekkaalkopkraai treft men geregeld rondspringend aan op de bosbodem of terwijl hij korte vluchten maakt tussen de boomkronen. De vogel is nooit over grote afstanden vliegend waargenomen.

## Verspreiding en leefgebied
De grijsnekkaalkopkraai is te vinden in het zuidoosten van Nigeria en het zuidwesten van Kameroen, Gabon, Guinee, deen het zuidwesten van het eiland Bioko. In 2006 werden broedgevallen waargenomen in het westen van de Centraal Afrikaanse Republiek. De vogel houdt zich vaak hoog op in de kronen van de bomen in het primaire regenwoud. Ze broeden op zeer speciale plaatsen onder overhangende rotsen, zodat de nesten beschermd zijn tegen regen en vallend gesteente.

## Status
De grijsnekkaalkopkraai heeft een versnipperd verspreidingsgebied en daardoor is de kans op uitsterven aanwezig. De grootte van de populatie werd in 2016 door BirdLife International geschat op 3,5 tot 15 duizend individuen en de populatie-aantallen nemen af door habitatverlies. Het leefgebied wordt aangetast door ontbossing waarbij natuurlijk bos wordt omgezet in gebied voor agrarisch gebruik zoals de teelt van cacao. Daarnaast is er illegale vogelvangst en wordt ook ecotoerisme (vogelaars) als een negatieve factor genoemd door de verstoring van de broedplaatsen die daardoor gevoeliger worden voor predatie door onder andere chimpansees. Om deze redenen staat deze soort als kwetsbaar op de Rode Lijst van de IUCN en is de handel verboden, want de soort staat in de Bijlage I van het CITES-verdrag.